# ETwinning
eTwinning (ang. twin – bliźniak) – część unijnego programu pod patronatem Komisji Europejskiej, mającego za zadanie pomoc w realizacji projektów szkolnych przy pomocy technologii informacyjno-komunikacyjnych. Wiele szkół europejskich, także z Polski, bierze udział w projekcie łączenia szkół z innych krajów w jedną wielką „rodzinę”.